# 诺克提斯·路西斯·切拉姆
诺克提斯·路西斯·切拉姆，简称「诺克特」，是史克威尔艾尼克斯推出的遊戲《最终幻想15》中的主角。除了最终幻想15，诺克提斯也出现在其他游戏，包括《最终幻想：纷争NT》，《最终幻想世界Maxima》和《铁拳7》。

## 角色設定
外表冷静，内在也有着热血的一面，因感情的变化可召唤六神，眼睛的颜色也会有所改变（瞳孔从蓝色变为红色）。右手戴着的戒指是唯一的装饰品。基本战斗力高，根据水晶的力量操纵多种武器，但都以刀剑为主要武器。

## 身世和经历
路西斯王国的正统继承人，因要与芙尔雷家的千金露娜弗蕾亚举行结婚仪式，与三名好友一同离开王都开始了他的故事。
游戏开始时看上去好像有点稚嫩不羁，他不想面对很多复杂的问题，例如成为一个国王（因为他明白父亲离去之日就是他成为国王之时）幸好身边有3位挚友陪伴上路，并不时给迷茫的他指明道路。
当诺克提斯离开自己国家后，帝国军袭击路西斯王国，偷走了水晶并杀死了雷吉斯。诺克提斯确定了父王的死讯后，为了履行国王的职责，开始收集皇家武器，这是古代路西斯王国君主的武器，目的是夺回被敌国偷走的水晶。

## 登場作品
- 《王者之剑 最终幻想XV》
- 《最終幻想XV》
- 《兄弟情 最终幻想XV》